# Бусевилер
Бусевилер (фр. Bousseviller) насеље је и општина у североисточној Француској у региону Лорена, у департману Мозел која припада префектури Саргемен.
По подацима из 2011. године у општини је живело 137 становника, а густина насељености је износила 34,16 становника/km². Општина се простире на површини од 4,01 km². Налази се на средњој надморској висини од 150 метара (максималној 384 m, а минималној 257 m).

## Демографија
| 1962. | 1968. | 1975. | 1982. | 1990. | 1999. | 2011. |
| ----- | ----- | ----- | ----- | ----- | ----- | ----- |
| 151   | 166   | 178   | 154   | 145   | 150   | 137   |

График промене броја становника у току последњих година